# Islas Moyes
Las islas Moyes (67°1′S 143°51′E / -67.017, 143.850) son un grupo de islas pequeñas de la Antártida, que se encuentran en la zona de la Bahía Watt, a 4.6 km al sureste del Cabo Pigeon Rocks. 
Fueron descubiertas por la Expedición Antártica Australiana (1911-1914) al mando de Douglas Mawson, quien las nombró en honor a Morton H. Moyes quien era el meteorólogo de la expedición.

## Reclamación territorial
Las islas son reclamadas por Australia como parte del Territorio Antártico Australiano, pero esta reclamación está sujeta a las disposiciones del Tratado Antártico.